# Freie-Partie-Europameisterschaft 1991

Logo CEB (ausrichtender Verband)

Veranstaltungsort: Berlin

Die Freie-Partie-Europameisterschaft 1991 war das 22. Turnier in dieser Disziplin des Karambolagebillards und fand vom 9. bis zum 12. Mai 1990 in Berlin statt. Es war die vierte Freie-Partie-Europameisterschaft in Deutschland.

## Geschichte
Die Europameisterschaft am Alexanderplatz in Berlin brachte viele Ergebnisse die dem bisherigen Sinn des Karambolsports widersprachen. Der Bochumer Fabian Blondeel beendete alle sechs Sätze im Turnier in einer Aufnahme. Das wäre früher sicher mindestens ein Medaillenplatz gewesen, hier aber wurde er 13. Er verlor einen Tie-Break und dreimal einen Bandenentscheid. Das hat wenig mit dem eigentlichen Sinn dieser Serienspielart zu tun. Europameister wurde erstmals der Niederländer Jos Bongers. Einen tollen Erfolg verbuchte der erst 20-jährige Gelsenkirchener Sportsoldat Stefan Galla mit dem Gewinn der Silbermedaille vor dem belgischen Allrounder Frédéric Caudron. Sein bestes internationales Ergebnis lieferte der Chemnitzer Markus Schönhoff mit Platz acht ab. Im Verlauf des Turniers eliminierte er den Luxemburger Titelverteidiger Fonsy Grethen.

## Modus
Gespielt wurde eine Vorrunde in sechs Gruppen à drei und vier Spielern. Hierbei wurden sieben Spieler ermittelt, die auf die neun gesetzten Spieler trafen. Danach gab es ein Doppel-KO-System mit einer Sieger- und einer Trostrunde, wobei die Spieler für das Finale und das Spiel um Platz drei ermittelt wurden. Es wurde auf zwei Gewinnsätze à 100 Punkte gespielt. Endete ein Satz 100:100 in einer Aufnahme, gab es einen Tie-Break. Endete auch dieser Unentschieden, wurde ein Bandenentscheid gespielt, um den Sieger zu ermitteln. Es wurde ohne Nachstoß gespielt, außer bei einer Partie in einer Aufnahme. Bei einem 2:0-Satzsieg gab es drei Satzpunkte. Bei einem 2:1-Satzsieg zwei Satzpunkte und einen für den Verlierer.
1. MP = Matchpunkte
2. SP = Satzpunkte
3. GD = Generaldurchschnitt
4. HS = Höchstserie

## Qualifikation
| Abschlusstabelle Gruppe A | Abschlusstabelle Gruppe A | Abschlusstabelle Gruppe A | Abschlusstabelle Gruppe A | Abschlusstabelle Gruppe A | Abschlusstabelle Gruppe A | Abschlusstabelle Gruppe A | Abschlusstabelle Gruppe A | Abschlusstabelle Gruppe A |
| Platz                     | Name                      | MP                        | SP                        | Pkte                      | Aufn.                     | GD                        | BSD                       | HS                        |
| ------------------------- | ------------------------- | ------------------------- | ------------------------- | ------------------------- | ------------------------- | ------------------------- | ------------------------- | ------------------------- |
| 1                         | Stephan Horvath           | 4:0                       | 4:0                       | 400                       | 8                         | 50,00                     | 66,66                     | 100                       |
| 2                         | Armin Grimm               | 2:2                       | 2:3                       | 206                       | 10                        | 20,60                     | 25,75                     | 82                        |
| 3                         | Robert Steinbach          | 0:4                       | 1:4                       | 177                       | 11                        | 16,09                     | –                         | 100                       |

| Abschlusstabelle Gruppe B | Abschlusstabelle Gruppe B | Abschlusstabelle Gruppe B | Abschlusstabelle Gruppe B | Abschlusstabelle Gruppe B | Abschlusstabelle Gruppe B | Abschlusstabelle Gruppe B | Abschlusstabelle Gruppe B | Abschlusstabelle Gruppe B |
| Platz                     | Name                      | MP                        | SP                        | Pkte                      | Aufn.                     | GD                        | BSD                       | HS                        |
| ------------------------- | ------------------------- | ------------------------- | ------------------------- | ------------------------- | ------------------------- | ------------------------- | ------------------------- | ------------------------- |
| 1                         | Markus Schönhoff          | 4:0                       | 4:1                       | 476                       | 18                        | 26,44                     | 30,66                     | 100                       |
| 2                         | Bernd Schneider           | 2:2                       | 3:2                       | 317                       | 23                        | 13,78                     | 13,33                     | 88                        |
| 3                         | Basilis Katsanos          | 0:4                       | 0:4                       | 96                        | 22                        | 4,36                      | –                         | 23                        |

| Abschlusstabelle Gruppe C | Abschlusstabelle Gruppe C | Abschlusstabelle Gruppe C | Abschlusstabelle Gruppe C | Abschlusstabelle Gruppe C | Abschlusstabelle Gruppe C | Abschlusstabelle Gruppe C | Abschlusstabelle Gruppe C | Abschlusstabelle Gruppe C |
| Platz                     | Name                      | MP                        | SP                        | Pkte                      | Aufn.                     | GD                        | BSD                       | HS                        |
| ------------------------- | ------------------------- | ------------------------- | ------------------------- | ------------------------- | ------------------------- | ------------------------- | ------------------------- | ------------------------- |
| 1                         | Michael Hikl              | 4:0                       | 4:0                       | 400                       | 9                         | 44,44                     | 66,66                     | 100                       |
| 2                         | Christ Calemein           | 2:2                       | 2:3                       | 262                       | 18                        | 14,55                     | 16,06                     | 95                        |
| 3                         | George Brazitikos         | 0:4                       | 1:4                       | 148                       | 20                        | 7,40                      | –                         | 54                        |

| Abschlusstabelle Gruppe D | Abschlusstabelle Gruppe D | Abschlusstabelle Gruppe D | Abschlusstabelle Gruppe D | Abschlusstabelle Gruppe D | Abschlusstabelle Gruppe D | Abschlusstabelle Gruppe D | Abschlusstabelle Gruppe D | Abschlusstabelle Gruppe D |
| Platz                     | Name                      | MP                        | SP                        | Pkte                      | Aufn.                     | GD                        | BSD                       | HS                        |
| ------------------------- | ------------------------- | ------------------------- | ------------------------- | ------------------------- | ------------------------- | ------------------------- | ------------------------- | ------------------------- |
| 1                         | Stefan Galla              | 4:0                       | 4:0                       | 400                       | 6                         | 66,66                     | 66,66                     | 100                       |
| 2                         | Axel Büscher              | 2:2                       | 2:2                       | 215                       | 6                         | 35,83                     | 50,00                     | 97                        |
| 3                         | Robert Pragst             | 0:4                       | 0:4                       | 23                        | 5                         | 4,60                      | –                         | 15                        |

| Abschlusstabelle Gruppe E | Abschlusstabelle Gruppe E | Abschlusstabelle Gruppe E | Abschlusstabelle Gruppe E | Abschlusstabelle Gruppe E | Abschlusstabelle Gruppe E | Abschlusstabelle Gruppe E | Abschlusstabelle Gruppe E | Abschlusstabelle Gruppe E |
| Platz                     | Name                      | MP                        | SP                        | Pkte                      | Aufn.                     | GD                        | BSD                       | HS                        |
| ------------------------- | ------------------------- | ------------------------- | ------------------------- | ------------------------- | ------------------------- | ------------------------- | ------------------------- | ------------------------- |
| 1                         | Henri Tilleman            | 4:0                       | 4:0                       | 400                       | 8                         | 50,00                     | 50,00                     | 100                       |
| 2                         | Peter de Backer           | 4:0                       | 4:2                       | 400                       | 12                        | 36,33                     | 54,00                     | 100                       |
| 3                         | Franzel Simon             | 2:4                       | 3:4                       | 469                       | 22                        | 21,31                     | 12,50                     | 100                       |
| 4                         | Christian Dressel         | 0:6                       | 1:6                       | 286                       | 25                        | 11,44                     | –                         | 92                        |

| Abschlusstabelle Gruppe F | Abschlusstabelle Gruppe F | Abschlusstabelle Gruppe F | Abschlusstabelle Gruppe F | Abschlusstabelle Gruppe F | Abschlusstabelle Gruppe F | Abschlusstabelle Gruppe F | Abschlusstabelle Gruppe F | Abschlusstabelle Gruppe F |
| Platz                     | Name                      | MP                        | SP                        | Pkte                      | Aufn.                     | GD                        | BSD                       | HS                        |
| ------------------------- | ------------------------- | ------------------------- | ------------------------- | ------------------------- | ------------------------- | ------------------------- | ------------------------- | ------------------------- |
| 1                         | Philippe Deraes           | 2:2                       | 3:2                       | 315                       | 9                         | 35,00                     | 100,00                    | 100                       |
| 2                         | Luigi Natale              | 2:2                       | 2:2                       | 322                       | 11                        | 29,27                     | 22,22                     | 94                        |
| 3                         | Leo Koomen                | 2:2                       | 2:3                       | 275                       | 15                        | 18,33                     | 30,42                     | 99                        |

## Hauptturnier

### Siegerrunde
| Name               | MP  | SP  | 1. Satz      | 2. Satz  | 3. Satz  | Pkte. | Aufn. | GD     |
| ------------------ | --- | --- | ------------ | -------- | -------- | ----- | ----- | ------ |
| 1. Runde           |     |     |              |          |          |       |       |        |
| Fonsy Grethen      | 2:0 | 2:0 | 100(1)       | 100(1)/7 |          | 200   | 2     | 100,00 |
| Henri Tilleman     | 0:2 | 0:2 | 0(1)         | 100(1)/6 |          | 100   | 2     | 50,00  |
| Voker Baten        | 0:2 | 0:2 | 0(1)         | 0(1)     |          | 0     | 2     | 0,00   |
| Stephan Horvath    | 2:2 | 2:0 | 100(1)       | 100(1)   |          | 200   | 2     | 100,00 |
| Stefan Galla       | 2:0 | 2:0 | 100(1)/3:2   | 100(1)/6 |          | 200   | 2     | 100,00 |
| Franz Stenzel      | 0:2 | 0:2 | 100(1)/2:3   | 100(1)/5 |          | 200   | 2     | 100,00 |
| Thomas Wildförster | 0:2 | 0:2 | 0(1)         | 66(1)    |          | 66    | 2     | 33,00  |
| Michael Hikl       | 2:0 | 2:0 | 100(1)       | 100(2)   |          | 200   | 3     | 66,66  |
| Jos Bongers        | 2:0 | 2:1 | 100(1)/10:10 | 1(1)     | 100(1)   | 201   | 3     | 67,00  |
| Peter de Backer    | 0:2 | 1:2 | 100(1)/10:10 | 100(2)   | 0(1)     | 200   | 4     | 50,00  |
| Philippe Draes     | 2:0 | 2:1 | 100(1)/10:10 | 0(1)     | 100(1)/2 | 200   | 3     | 66,66  |
| Fabian Blondeel    | 0:2 | 1:2 | 100(1)/10:10 | 100(1)   | 100(1)/1 | 300   | 3     | 100,00 |
| Brahim Djoubri     | 2:0 | 2:0 | 100(4)       | 100(2)   |          | 200   | 6     | 33,33  |
| Markus Schönhoff   | 0:2 | 0:2 | 12(3)        | 13(2)    |          | 25    | 5     | 5,00   |
| Carlos Tuset       | 0:2 | 0:2 | 0(1)         | 5(1)     |          | 5     | 2     | 2,50   |
| Frédéric Caudron   | 2:0 | 2:0 | 100(1)       | 100(1)   |          | 200   | 2     | 100,00 |
| 2. Runde           |     |     |              |          |          |       |       |        |
| Fonsy Grethen      | 0:2 | 1:2 | 100(1)       | 3(1)     | 0/1      | 103   | 3     | 34,33  |
| Stephan Horvath    | 2:0 | 2:1 | 1(1)         | 100(1)   | 100(2)   | 201   | 4     | 50,25  |
| Stefan Galla       | 2:0 | 2:0 | 100(1)/5:4   | 100(1)   |          | 200   | 2     | 100,00 |
| Michael Hikl       | 0:2 | 0:2 | 100(1)/4:5   | 0(1)     |          | 100   | 2     | 50,00  |
| Jos Bongers        | 2:0 | 2:0 | 100(1)       | 100(1)/2 |          | 200   | 2     | 100,00 |
| Philippe Draes     | 0:2 | 0:2 | 7(1)         | 100(1)/1 |          | 17    | 3     | 5,66   |
| Brahim Djoubri     | 0:2 | 0:2 | 1(1)         | 100(1)/3 |          | 101   | 2     | 50,50  |
| Frédéric Caudron   | 2:0 | 2:0 | 100(1)       | 100(1)/4 |          | 200   | 2     | 100,00 |
| 3. Runde           |     |     |              |          |          |       |       |        |
| Stephan Horvath    | 0:2 | 0:2 | 100(1)/0     | 51(1)/   |          | 151   | 2     | 75,50  |
| Stefan Galla       | 2:0 | 2:0 | 100(1)/1     | 100(1)   |          | 200   | 2     | 100,00 |
| Jos Bongers        | 2:0 | 2:1 | 100(1)       | 2(1)     | 100(1)   | 202   | 3     | 67,33  |
| Frédéric Caudron   | 0:2 | 1:2 | 1(1)         | 100(1)   | 35(1)    | 136   | 3     | 45,33  |
| Finale             |     |     |              |          |          |       |       |        |
| Stefan Galla       | 0:2 | 1:2 | 25(2)        | 100(1)   | 100(1)/1 | 225   | 4     | 56,25  |
| Jos Bongers        | 2:0 | 2:1 | 100(2)       | 0(1)     | 100(1)/2 | 200   | 4     | 50,00  |

### Trostrunde
| Name               | MP  | SP  | 1. Satz      | 2. Satz      | 3. Satz      | Pkte. | Aufn. | GD     |
| ------------------ | --- | --- | ------------ | ------------ | ------------ | ----- | ----- | ------ |
| 1. Runde           |     |     |              |              |              |       |       |        |
| Henri Tilleman     | 0:2 | 0:2 | 0(1)         | 9(5)         |              | 9     | 6     | 1,50   |
| Voker Baten        | 2:0 | 2:0 | 100(1)       | 100(5)       |              | 200   | 6     | 33,33  |
| Franz Stenzel      | 0:2 | 0:2 | 1(1)         | 6(4)         |              | 7     | 5     | 1,40   |
| Thomas Wildförster | 2:0 | 2:0 | 100(1)       | 100(4)       |              | 200   | 5     | 40,00  |
| Peter de Backer    | 2:0 | 2:1 | 100(1)/9     | 100(1)/10:10 | 100(1)/10:10 | 300   | 3     | 100,00 |
| Fabian Blondeel    | 0:2 | 1:2 | 100(1)/8     | 100(1)/10:10 | 100(19/10:10 | 300   | 3     | 100,00 |
| Markus Schönhoff   | 2:0 | 2:1 | 100(1)       | 13(4)        | 100(1)/2     | 213   | 6     | 35,50  |
| Carlos Tuset       | 0:2 | 1:2 | 58(1)        | 100(4)       | 100(1)/1     | 258   | 6     | 43,00  |
| 2. Runde           |     |     |              |              |              |       |       |        |
| Voker Baten        | 0:2 | 1:2 | 100(3)       | 0(1)         | 54(2)        | 154   | 6     | 25,66  |
| Brahim Djoubri     | 2:0 | 2:1 | 0(3)         | 100(1)       | 100(3)       | 200   | 7     | 28,57  |
| Thomas Wildförster | 2:0 | 2:0 | 100(1)       | 100(1)       |              | 200   | 2     | 100,00 |
| Philippe Draes     | 0:2 | 0:2 | 1(1)         | 12(1)        |              | 13    | 2     | 6,50   |
| Peter de Backer    | 0:2 | 1:2 | 100(1)/1     | 100(1)/1     | 0(1)         | 200   | 3     | 66,66  |
| Michael Hikl       | 2:0 | 2:1 | 100(1)/0     | 100(1)/2     | 100(1)       | 300   | 3     | 100,00 |
| Markus Schönhoff   | 2:0 | 2:0 | 100(3)       | 100(1)       |              | 200   | 4     | 50,00  |
| Fonsy Grethen      | 0:2 | 0:2 | 91(2)        | 1(1)         |              | 92    | 3     | 30,66  |
| 3. Runde           |     |     |              |              |              |       |       |        |
| Brahim Djoubri     | 0:2 | 0:2 | 100(1)/10:10 | 2(3)         |              | 102   | 4     | 25,50  |
| Thomas Wildförster | 2:0 | 2:1 | 100(1)/10:10 | 100(4)       |              | 200   | 5     | 40,00  |
| Michael Hikl       | 2:0 | 2:0 | 100(2)       | 100(2)       |              | 200   | 4     | 50,00  |
| Markus Schönhoff   | 0:2 | 0:2 | 3(1)         | 75(2)        |              | 78    | 3     | 26,00  |
| 4. Runde           |     |     |              |              |              |       |       |        |
| Thomas Wildförster | 0:2 | 1:2 | 100(1)       | 3(1)         | 4(1)         | 107   | 3     | 35,66  |
| Stephan Horvath    | 2:0 | 2:1 | 0(1)         | 100(1)       | 100(1)       | 200   | 3     | 66,66  |
| Michael Hikl       | 0:2 | 0:2 | 0(1)         | 0(3)         |              | 0     | 4     | 0,00   |
| Frédéric Caudron   | 2:0 | 2:0 | 100(2)       | 100(3)       |              | 200   | 5     | 40,00  |
| Spiel um Platz 3   |     |     |              |              |              |       |       |        |
| Stephan Horvath    | 0:2 | 1:2 | 0(1)         | 100(2)       | 6(1)         | 106   | 4     | 26,50  |
| Frédéric Caudron   | 2:0 | 2:1 | 100(1)       | 13(1)        | 100(2)       | 213   | 4     | 53,25  |

## Abschlusstabelle
| MP    | Match Points (Sieger = 2; Unentschieden = 1; Verlierer = 0) |
| Pkte. | Erzielte Karambolagen                                       |
| Aufn. | Benötigte Versuche                                          |
| GD    | Generaldurchschnitt                                         |
| BED   | Bester Einzeldurchschnitt eines Spielers                    |
| HS    | Höchstserie                                                 |
|       | Bester GD des Turniers                                      |
|       | Bester ED des Turniers                                      |
|       | Beste HS des Turniers                                       |
|       | 1. Platz (Gold)                                             |
|       | 2. Platz (Silber)                                           |
|       | 3. Platz (Bronze)                                           |

| Platz                                | Name               | Spiele | MP  | SP   | Pkte | Aufn. | GD     | BED    | BSD    | HS  |
| ------------------------------------ | ------------------ | ------ | --- | ---- | ---- | ----- | ------ | ------ | ------ | --- |
| 1                                    | Jos Bongers        | 4      | 8:0 | 9:3  | 803  | 12    | 66,91  | 100,00 | 100,00 | 100 |
| 2                                    | Stefan Galla       | 4      | 6:2 | 10:2 | 825  | 10    | 82,50  | 100,00 | 100,00 | 100 |
| 3                                    | Frédéric Caudron   | 5      | 8:2 | 12:3 | 842  | 16    | 52,62  | 100,00 | 100,00 | 100 |
| 4                                    | Stephan Horvath    | 5      | 6:4 | 8:7  | 765  | 12    | 63,75  | 100,00 | 100,00 | 100 |
| 5                                    | Thomas Wildförster | 5      | 6:4 | 10:5 | 773  | 17    | 45,47  | 100,00 | 100,00 | 100 |
| 6                                    | Michael Hikl       | 5      | 6:4 | 8:7  | 800  | 16    | 50,00  | 100,00 | 100,00 | 100 |
| 7                                    | Brahim Djoubri     | 4      | 4:4 | 5:7  | 603  | 19    | 31,73  | 33,33  | 100,00 | 100 |
| 8                                    | Markus Schönhoff   | 4      | 4:4 | 5:7  | 516  | 18    | 28,66  | 50,00  | 100,00 | 100 |
| 9                                    | Peter de Backer    | 3      | 2:4 | 4:5  | 700  | 10    | 70,00  | 100,00 | 100,00 | 100 |
| 10                                   | Fonsy Grethen      | 3      | 2:4 | 4:5  | 395  | 8     | 49,37  | 100,00 | 100,00 | 100 |
| 11                                   | Voker Baten        | 3      | 2:4 | 4:5  | 354  | 15    | 23,60  | 28,57  | 100,00 | 100 |
| 12                                   | Philippe Draes     | 3      | 2:4 | 2:7  | 320  | 7     | 45,71  | 66,66  | 100,00 | 100 |
| 13                                   | Fabian Blondeel    | 2      | 0:4 | 2:4  | 600  | 6     | 100,00 | –      | 100,00 | 100 |
| 14                                   | Carlos Tuset       | 2      | 0:4 | 1:5  | 263  | 7     | 37,57  | –      | 25,00  | 100 |
| 15                                   | Franz Stenzel      | 2      | 0:4 | 0:6  | 207  | 7     | 29,57  | –      | 100,00 | 100 |
| 16                                   | Henri Tilleman     | 2      | 0:4 | 0:6  | 109  | 8     | 13,62  | –      | 100,00 | 100 |
| Turnierdurchschnitt: Endrunde: 47,20 |                    |        |     |      |      |       |        |        |        |     |